# PGC 129672
LEDA/PGC 129672 (NGC 7041B) ist eine Spiralgalaxie vom Hubble-Typ S im Sternbild Indianer am Südsternhimmel. Sie ist schätzungsweise 303 Millionen Lichtjahre von der Milchstraße entfernt und hat einen Durchmesser von etwa 45.000 Lichtjahren. Gemeinsam mit PGC 66519  (NGC 7041A) bildet sie ein gravitativ gebundenes Galaxienpaar. 

Im selben Himmelsareal befindet sich die Galaxie NGC 7041.